# Il passo del diavolo (film 2013)
Il passo del diavolo (Devil's Pass, conosciuto anche col titolo The Dyatlov Pass Incident) è un film del 2013 diretto da Renny Harlin.
Girata come un falso documentario e ambientata ai giorni nostri, la pellicola basa il suo antefatto sul cosiddetto incidente del passo di Djatlov, avvenimento realmente accaduto sui monti Urali nel 1959 e tuttora avvolto in un alone di mistero.

## Trama
Un gruppo di cinque giovani studenti statunitensi ripercorre le orme di una spedizione sovietica che nel 1959 fu ritrovata inspiegabilmente sterminata sui monti Urali. Muniti di strumentazioni e di macchina da presa, il gruppo, capeggiato dall'antropologa Holly, si avventura nell'entroterra russo, visitando alcuni luoghi toccati dalla spedizione precedente, nonché l'ospedale psichiatrico dove è rinchiuso l'unico sopravvissuto e la taverna dove i nove escursionisti russi sostarono la notte prima di partire.
Giunti al famigerato passo Djatlov, assistono a strani avvenimenti (il ritrovamento di una lingua umana, l'eccesso di radiazioni, gli strumenti che smettono di funzionare) e il terrore inizia a serpeggiare al punto che alcuni vogliono tornare indietro, ma Holly, da sempre attratta da quel luogo, li convince a restare per non rendere vani gli sforzi fatti fino a quel momento.
All'alba, alcune esplosioni provocano una slavina che distrugge il campo uccidendo una ragazza e l'impressione che non sia stato un fenomeno del tutto naturale è subito confermata dall'arrivo troppo immediato di soccorritori che, in effetti, si rivelano non essere tali.
Holly, assieme ad altri due superstiti, si rifugia in un misterioso bunker collegato a un laboratorio militare russo, apparentemente abbandonato. I tre, prima di assistere agli attacchi di misteriosi mutanti che uccidono il ragazzo già ferito, scoprono nel laboratorio documentazione top-secret che rimanda tra l'altro all'esperimento di Filadelfia. I due sopravvissuti si rifugiano in un tunnel ancora più interno dove sono al riparo dai paurosi mutanti ma, di fatto, sono in trappola. La presenza di un misterioso varco li induce a pensare che si tratti di un ponte spazio-temporale che, data la situazione disperata, vale la pena provare ad attraversare nella speranza che permetta loro di uscire.
La videocamera che li ha sempre accompagnati riprende quindi l'esterno, con due corpi riversi sulla neve che vengono recuperati da militari russi e riportati dentro al bunker. Siamo nel 1959 e i cadaveri dei ragazzi venuti dal futuro si ritiene siano quelli di due ignoti escursionisti che si unirono al gruppo di Djatlov. Spogliati e conservati per essere in seguito sottoposti ad esame autoptico, i due corpi mostrano evidenti segni di mutazioni.

## Produzione
Renny Harlin si è documentato presso gli archivi governativi di Mosca e ha maturato l'ipotesi, che traspare chiaramente dal film, che quanto accaduto nel 1959 fosse la conseguenza di un esperimento andato male che militari e governo hanno poi fatto in modo di nascondere o camuffare.
Gli esterni sono stati girati effettivamente nel nord della Russia.